# Marsdenia cavaleriei
Marsdenia cavaleriei är en oleanderväxtart som först beskrevs av H. Léveille, och fick sitt nu gällande namn av Handel-mazzetti och Robert Everard Woodson. Marsdenia cavaleriei ingår i släktet Marsdenia och familjen oleanderväxter. Inga underarter finns listade i Catalogue of Life.